# Pseudorhaphitoma axicula
Pseudorhaphitoma axicula is een slakkensoort uit de familie van de Mangeliidae. De wetenschappelijke naam van de soort is voor het eerst geldig gepubliceerd in 1922 door Hedley.